# معادله هنون–هایلس
معادله هنون–هایلس  برای مدل‌سازی در مورد ستارگان به کار می‌رود. پتانسیل معادلهٔ نامبرده به صورت زیر بیان می‌شود:
{\displaystyle V(x,y)={\frac {1}{2}}(x^{2}+y^{2}+{\frac {1}{2}}x^{2}y+{\frac {2}{3}}y^{3})}
در سال ۱۹۶۴، در پرینستون مایکل هنون و کارل هایلس، مقاله‌ای را به چاپ رساندند که حرکت غیر خطی ستارگان را به دور یک مرکز کهکشانی در حالی که حرکت به یک صفحه محدود می‌شود را توصیف می‌کرد.
هامیلتونی این معادله به صورت زیر می‌باشد:
{\displaystyle H={\frac {1}{2}}(u^{2}+v^{2}+Ax^{2}+By^{2})-x^{2}y-{\frac {1}{3}}\epsilon y^{3}}

## معادلات حرکت
همانند دیگر سیستم های هامیلتونی معادلات حرکت را می توان با استفاده از معادلات استاندارد استخراج کرد. 
معادله هامیلتونی هنون هایلس ، یک معادله ی غیر خطی است و بسیاری از سیستم های غیر خطی به شرایط اولیه سیستم بستگی دارند. از این رو سیستمی که معادله ی هنون هایلس توصیف می کند نیز به شرایط اولیه بستگی دارد.

## حل معادله
معادلات بندادی سیستم که از هامیلتونی آن قابل استخراج است در تقلیل مرتبه ی سیستم معادله به دو بعد کمک می کند. از آنجا که دنبال کردن رفتار سیستم در بعد های بالا تر از دو بعد دشوار است، فیزیک دانان و ریاضی دانان تلاش می کنند که رفتار حرکت را بر روی دو بعد مطالعه کنند. برای این کار از سطح مقطع پوآنکاره استفاده می کنند. 
با نگاشت معادلات بر دو بعد می توان دریافت که با کدام شرایط اولیه و کدام انرژی رفتار سیستم آشوبی یا رفتارگرا می باشد. 